# Burmeso jezik
Burmeso jezik (boromeso, borumesso, burumeso, manau, monao, monau, taurap; ISO 639-3: bzu), jedini i istoimeni jezik podskupine burmeso, šire skupine east bird's head, porodice east bird’s head-sentani. Njime govori oko 250 ljudi (1998 M. Donohue) na indonezijskom dijelu Nove Gvineje u regenciji Sarmi.

## Vanjske poveznice
- Ethnologue (14th)
- Ethnologue (15th)